# Yahya Ould Ahmed El Waghef
Yahya Ould Ahmed El Waghef (en árabe: يحيى ولد احمد الواقف) (nacido en 1960) es un político y economista de Mauritania. Fue nombrado primer ministro del país el 6 de mayo de 2008. Waghef es también Presidente del Pacto Nacional para la Democracia y el Desarrollo (ADIL), y fue profesor de la facultad de Ciencias Económicas y Jurídicas de la Universidad de Nuakchot, así como Ministro Secretario General de la Presidencia de la República de 2007 a 2008.

## Actividad política previa a 2008
Fue director general de la Compañía de Gas de Mauritania (Société Mauritanienne de Gaz, SOMAGAZ) entre enero y agosto de 2003 y luego director del Banc d'Arguin desde septiembre de 2003 el 27 de octubre de 2004, cuando fue nombrado Secretario General del Ministerio de Recursos Hidráulicos y Energía. En 2005 fue nombrado director general de Air Mauritanie, permaneciendo en ese puesto hasta diciembre de 2006. En febrero de 2007 fue asesor del Ministro de Hacienda.
Después de tomar posesión en abril de 2007 el presidente Sidi Ould Cheikh Abdallahi, Waghef fue nombrado ministro secretario general de la presidencia de la República. El 5 de enero de 2008, Waghef fue elegido presidente de Pacto Nacional para la Democracia y el Desarrollo, un partido formado para apoyar al presidente Abdallahi.

## Elección como primer ministro
El primer ministro, Zeine Ould Zeidane, renunció a su cargo el 6 de mayo de 2008, y Abdallahi nombró a Waghef para sucederle. Después de celebrar consultas con los partidos de la mayoría y los de la oposición en relación con la formación del nuevo gobierno, la Unión de las Fuerzas de Progreso (UFP) anunció el 9 de mayo que tenía la intención de participar en el gobierno de Waghef; la opositora Coalición Nacional para la Reforma y el Desarrollo (Tewassoul) también anunció que había decidido participar en el gobierno el 10 de mayo. Sin embargo, el presidente de la Coalición de Fuerzas Democráticas (RFD), Ahmed Ould Daddah, dijo el 7 de mayo que la RFD -principal partido de la oposición- no participaría; el presidente de la Alianza por la Justicia y la Democracia / Movimiento por la Renovación, Ibrahima Moctar Sarr, también dijo el 10 de mayo que su partido no participaría debido a las diferencias políticas.
El 11 de mayo se formó finalmente el gobierno de Waghef, compuesto por 30 miembros, entre ellos 24 ministros; 12 de sus miembros habían servido previamente en el gobierno de Zeidane. Los miembros del Pacto Nacional para la Democracia y el Desarrollo representaron casi dos terceras partes del nuevo gobierno y mantuvieron la mayor parte de los ministerios clave. Cuatro miembros del gobierno fueron de los dos partidos de la oposición que decidieron participar.

## Moción de censura
El 30 de junio de 2008, 39 diputados de la Asamblea Nacional mauritana (de un total de 95) presentaron una moción de censura contra el gobierno de Waghef. La mayoría de los diputados firmantes de la moción eran miembros del Pacto Nacional para la Democracia y el Desarrollo, aunque miembros de la Coalición de Fuerzas Democráticas (el principal partido de oposición) también declararon su apoyo a la moción de censura. Los diputados se lamentaban de que el gobierno no había presentado un programa y que demasiadas decisiones habían beneficiado a antiguos miembros que habían servido bajo el presidente Maaouya Ould Sid'Ahmed Taya, como el ministro de Asuntos Exteriores Cheij El Avia Uld Mohamed Khouna. También, 24 senadores declararon que mostraban su "solidaridad incondicional" con los diputados que habían presentado la moción de censura.

## Dimisión y reelección
El Presidente Abdallahi pidió el 2 de julio a los diputados que reconsiderasen su postura, dado lo sorprendente que resultaba que algunos firmantes pertenecieran a partidos que sostenían al gobierno y porque el programa de gobierno no se había elaborado aún dado el breve transcurso de tiempo desde la constitución del gabinete. Además, Abdallahi sostuvo que el gobierno de Waghef era de tan reciente nombramiento que no había habido tiempo suficiente para evaluar debidamente sus resultados, y advirtió que podría disolver la Asamblea Nacional si la moción de censura prosperaba. Antes de la votación de la moción, el gobierno dimitió el 3 de julio a fin de "preservar la cohesión de la mayoría que apoya el programa [de Abdallahi]", instando a la unidad y el diálogo. Ese mismo día, el presidente volvió a nombrar a Waghef primer ministro. Los diputados que apoyaron la moción de censura valoraron positivamente la renuncia y la reelección, y manifestaron que la composición del próximo gobierno debería de reflejar adecuadamente los resultados de las elecciones parlamentarias de 2006 y las presidenciales de 2007.
Waghef dijo tras su reelección que deseaba formar un gobierno de "amplio consenso". Una coalición política compuesta por una docena de partidos denunciaron la reelección de Waghef el 7 de julio. Al día siguiente, Waghef anunció que los partidos de la oposición no estarían en el nuevo gobierno. Así, el segundo gabinete de Waghef se nombró oficialmente el 15 de julio, compuesto por 30 miembros. Fueron excluidos, además de la oposición, quienes habían sido parte en gobiernos anteriores con el depuesto Presidente Maaouya Ould Sid'Ahmed Taya.
El 6 de agosto de 2008, fue depuesto, junto al Presidente, por un golpe de Estado llevado a término por la cúpula militar del país.